# Deutsche Wirtschaftsgeschichte im Ersten Weltkrieg

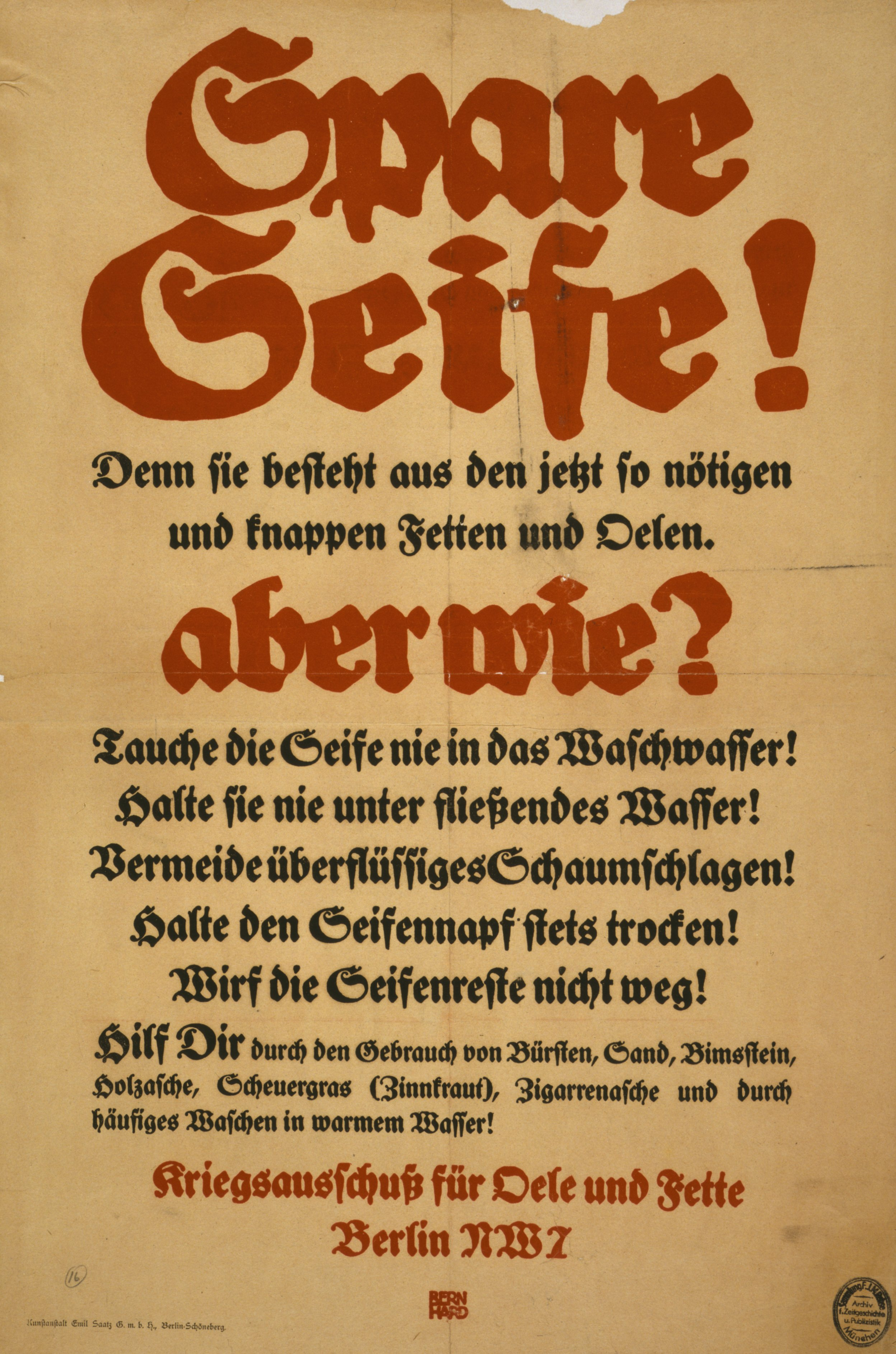
Spare Seife! … aber wie? Poster des Kriegsausschusses für Oele und Fette, das auffordert, Seife und Öle zu sparen und Vorschläge unterbreitet, wie das zu tun ist

Medaille für den Tausch von Schmuck oder Gold gegen (fast) wertloses Papiergeld

Der Erste Weltkrieg unterschied sich nicht zuletzt auch dadurch von früheren europäischen Kriegen, dass es sich um den ersten Krieg handelte, der zwischen weitgehend industrialisierten Ländern stattfand. Die wirtschaftlichen Potentiale der beteiligten Staaten wurden daher auch zu entscheidenden Faktoren für den Ausgang des Krieges (Materialschlacht).
Die deutsche Kriegswirtschaftspolitik hatte vier grundlegende Ziele:
- das Herstellen von ausreichend Kriegsmaterial (Munition, Waffen, sonstige Ausrüstung) für die neue Kriegsform der Materialschlachten, zu diesem Zweck vor allem die Sicherung der Rohstoffversorgung,
- die Aufteilung von Arbeitskräften beziehungsweise Soldaten zwischen Armee und Wirtschaft, vor allem Rüstungsbetrieben, um beide funktionsfähig zu erhalten,
- das Erhalten des sozialen Friedens durch Ausgleich zwischen den Interessen von Unternehmern, Arbeitern und dem kriegführenden Staat,
- das Sicherstellen der Nahrungsmittelversorgung trotz der von den Alliierten verhängten Wirtschaftsblockade.

Die verschiedenen staatlichen Eingriffsmaßnahmen lösten keines dieser Probleme. Zum Kriegsende vereinigten sich die Einzelprobleme zu einer umfassenden Krise, in der die sozialen Fragen eine herausragende Bedeutung erhielten.
Dazu kamen die Herausforderungen der Finanzpolitik: 1918 betrugen die Kriegsausgaben des Reiches 50 Milliarden Mark. Das war mehr als das Elffache der Reichsausgaben des letzten Friedensjahrs. Da aus unterschiedlichen Gründen, unter anderem wegen der Aufrechterhaltung des sozialen Friedens, die Kriegsfinanzierung nicht durch Steuern, sondern durch Kreditaufnahmen erfolgen sollte, kam es von Anfang an zu massiven Eingriffen in die Finanzwirtschaft. Zudem zog dieses Vorgehen alle negativen Folgen nach sich, die man von einer auf Schulden basierenden Volkswirtschaft kennt.

## Kriegswirtschaftspläne vor Kriegsbeginn
Die wirtschaftlichen Maßnahmen waren anfänglich noch unter der Voraussetzung getroffen worden, dass der Krieg – entsprechend den Erfahrungen aus den Kriegen von 1866 und 1870/71 – in wenigen Monaten beendet sein würde. Auch international gingen Politik und Wirtschaft davon aus, dass ein moderner Staat nicht in der Lage sei, über eine lange Zeitspanne Krieg zu führen. Man vermutete, dass die damit verbundenen wirtschaftlichen Einschränkungen eine Seite schnell zur Aufgabe zwingen würde. Zudem erwartete man als Folge dieser Wirtschaftsflaute eine steigende Arbeitslosigkeit, die den Nachschub an Soldaten für die Armee sicherstellen sollte. Eine weitere falsche Annahme war die Erwartung umfangreicher Rohstoffbeute aus den eroberten Gebieten.
Entsprechend gab es beim Ausbruch des Krieges keinerlei Behörden, die sich mit der Kriegswirtschaft befassten. Im Deutschen Reich war zudem die zivile Wirtschaftsverwaltung zwischen den Reichsbehörden und den Behörden der einzelnen Teilstaaten aufgeteilt. Aufgrund des Belagerungszustands, der im August 1914 ausgerufen wurde, begannen sich militärische Stellen verstärkt in die Wirtschaftsverwaltung einzumischen. Diese Aufgabe lag vor allem bei den stellvertretenden kommandierenden Generälen der Armeekorps. Bei ihnen handelte es sich um die Kommandeure derjenigen Teile eines Korps, die in der jeweiligen Heimatregion zurückblieben. Diese stellvertretenden kommandierenden Generäle erhielten mit dem Belagerungszustand nahezu diktatorische Vollmachten. Ihre Zuständigkeit war weit gefasst und wurde immer stärker ausgeweitet, indem sie immer neue Bereiche der Wirtschafts- und Sozialverwaltung als „kriegswichtig“ deklarierten und an sich zogen. Parallel dazu und teilweise überschneidend gab es verschiedene andere Behörden mit ähnlichen Aufgaben, darunter als wichtigste das militärisch geführte preußische Kriegsministerium, das reichsweit für die Ausrüstungs- und Personalbeschaffung der Feldarmee zuständig war. Doch auch dabei gab es Ausnahmen: so fiel die Zuständigkeit für Pioniermaterial anfangs unter die Hoheit der bayerischen Militärverwaltung. Diese unklaren Abgrenzungen führten zusammen mit dem mangelnden wirtschaftlichen Fachwissen im Militär und den nicht deckungsgleichen zivilen und Korpsbereichsgrenzen schnell zu einem zunehmenden Verwaltungschaos.

## Kriegswirtschaft 1914 bis 1916

### Militärische Güter

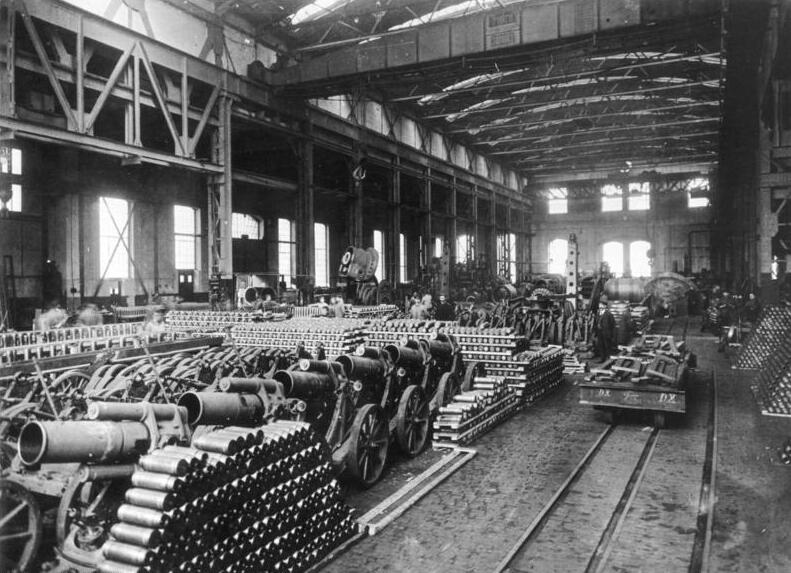
Munitionswerk, 1916

Allerdings begannen bereits kurz nach Kriegsbeginn Bemühungen um eine Reform der Wirtschaftsverwaltung. Anlass war die sich abzeichnende Munitionskrise. Die Armee hatte zu Kriegsbeginn der deutschen Rüstungsindustrie eine ausreichende Versorgung zugetraut. Bereits im August 1914 machten die AEG-Vorstandsmitglieder Walther Rathenau und Wichard von Moellendorff den neuen Generalstabschef Erich von Falkenhayn darauf aufmerksam, dass die britische Seeblockade unerwartet effektiv sei und die Stickstoffversorgung für die Sprengstoffproduktion zusammenzubrechen drohe. Die Vorräte reichten zu diesem Zeitpunkt nach Einschätzung der Industriellen nur für ein halbes Jahr. Angesichts dieser Lage gründete das Kriegsministerium am 13. August die Kriegsrohstoffabteilung (KRA). Dort arbeiteten Fachleute aus der Wirtschaft, womit das Kriegsministerium erstmals in größerem Umfang Zivilisten einstellte. Die KRA stieß seit ihrer Gründung auf heftige Ablehnung von Teilen der Privatwirtschaft, da sie massiv in das Wirtschaftsgeschehen eingriff. Ihre Hauptaufgabe sah sie in der Versorgung der Privatwirtschaft mit den benötigten Rohstoffen. Dazu wurden diese zentral bewirtschaftet, was auch Beschlagnahmung und Neuverteilung umfasste. So wurden rund 750.000 t gelagerter stickstoffhaltiger Stoffe beschlagnahmt. Diese Vorräte sollten nun vor allem der Munitionsproduktion zugeführt werden und standen nicht mehr als Dünger in der Landwirtschaft zur Verfügung. Am 8. August 1914 hatte die Industrie zur Umstellung der Rüstungsproduktion und zu ihrer Interessenvertretung, den „Kriegsausschuss der deutschen Industrie“ als gemeinsames Gremium des Centralverbandes deutscher Industrieller und des Bundes der Industriellen gegründet. Dieser forderte als Kriegsziele die Annexion von Belgien, der Nordküste von Frankreich bis Calais, des Erzbeckens von Longwy, von Polen sowie großer Teile des Baltikums.
Die Munitionskrise verschärfte sich zunächst weiter: Anfang November stand nur noch Munition für sechs Tage zur Verfügung. Danach begann die Wirtschaftssteuerung zu greifen und die Versorgungslage im deutschen Militär entspannte sich langsam. Um die totale Abhängigkeit von den inzwischen unterbrochenen Salpeterimporten aus Chile aufzuheben, nahm Falkenhayn direkte Verhandlungen mit der Industrie auf, aus denen das sogenannte Salpeterversprechen hervorging. Daraus folgten massive Forschungsanstrengungen, um das Haber-Bosch-Verfahren zur Gewinnung von Salpeter aus Luftstickstoff reif für die industrielle Massenproduktion zu machen. Zudem wurden die deutschen Chemiefirmen zu einem Syndikat, der Kriegs-Chemikalien-Gesellschaft, zusammengeschlossen. Dennoch blieb die Versorgung mit Munition nach Auffassung des Militärs mangelhaft. Der Industrie gelang es kaum, sich auf den ständig wechselnden Bedarf an verschiedenen Munitionsarten an der Front einzustellen. Die Unternehmen steigerten ihre Produktionskapazitäten nur langsam, weil sie sich angesichts der erwarteten kurzen Kriegsdauer nur wenig Profit versprachen. Erst später nutzte die Rüstungsindustrie den Krieg, um dem Reich hohe Preise für ihre Produkte aufzuzwingen.
Die KRA gründet schnell eine Reihe von Einzelgesellschaften für verschiedene Rohstoffe. Sie waren private Aktiengesellschaften unter strenger staatlicher Aufsicht. Diese Verbindung privatwirtschaftlicher Elemente mit staatlicher Organisation wurde von Zeitgenossen als „Staatssozialismus“ bezeichnet. Die Rohstoffgesellschaften stießen auf massiven Widerstand in Wirtschaft, weil die in ihrem Aufsichtsrat vertretenen Unternehmensvertreter die eigenen Firmen bei der Verteilung bevorzugen. Zu Kriegsbeginn wurde nur in wenigen Fällen zum Zwangsmittel der Rohstoffzuweisung gegriffen, im weiteren Verlauf jedoch im größeren Umfang. Im Herbst 1914 begann die KRA zudem, in die Preisgestaltung der Industrie einzugreifen. Insgesamt gelang es, den drohenden Rohstoffkollaps abzuwenden.
In den Beschaffungsabteilungen des Kriegsministeriums herrschten weiter chaotische Strukturen. In den mehr als 40 Beschaffungsstellen war zudem Korruption verbreitet. Ab Anfang 1915 trat das Kriegsministerium dem mit strikter Kontrolle entgegen: Firmen, die sich um Heeresaufträge bewarben, mussten Einblick in ihre Kalkulation gewähren. Die darauf geschlossenen neuen Verträge konnte das Ministerium knapp kalkulieren, da es nun über die Abläufe und Kostenstrukturen der Produktion informiert war. Mit diesem Schritt sollten die Ausgaben begrenzt und auch eine Inflation verhindert werden (letzteres gelang nicht, siehe Deutsche Inflation 1914 bis 1923).
Der Zwang zur Offenlegung führte zu erneuten Protesten der Wirtschaft.

### Arbeitskräfte
Auch zur Arbeitskräfteverteilung zwischen der zivilen und militärischen Produktion sowie der Rekrutierung für die Armee hatte es vor dem Krieg keine Pläne gegeben. Zunächst wurden gerade die qualifiziertesten Arbeiter einberufen, was wiederum eine Flut von Anträgen aus der Industrie zur Zurückstellung nach sich zog. Dieses Ansinnen war in der Militärverwaltung jedoch nicht vorgesehen und es gab kein geordnetes bürokratisches Verfahren dafür. Darauf drohte die Industrie mit der Verweigerung von Heeresaufträgen.
Im Januar 1915 entstand die „Abteilung für Zurückstellungswesen“ AZ(S), die von sozialreformerischen Wissenschaftlern und Bürokraten dominiert wurde. Im Mai 1915 wurde das Kriegsministerium verstärkt in die bis dahin weitgehend autonomen Einberufungsverfahren in den Armeekorpsbezirken eingeschaltet. Die AZ(S) und andere Stellen des Ministeriums konnten aber lediglich Empfehlungen aussprechen. Die Entscheidung über Einberufungen lagen bei stellvertretenden kommandierenden Generälen. Darüber hinaus versuchten die Stellen, die Beschäftigung von Kriegsgefangenen und -beschädigten sowie Fremdarbeitern auszuweiten. Im Frühjahr 1915 erfolgte die Einstufung der Arbeiter nach körperlicher Verfassung, die Industrie musste die Fittesten an die Armee abgeben. Im Juni 1915 ergingen erste verbindlichen Direktiven für Zurückstellungen an die stellvertretenden Generalkommandos. Auf der anderen Seite setzte das Ministerium die Freistellung der tauglichsten Arbeiter für den Kriegsdienst durch die Vergabe von Armeeaufträgen an solche Firmen durch, die sich dem nicht widersetzten. Ab Anfang 1916 führte die AZ(S) vermehrt Initiativen zur Beschäftigung von Frauen, Jugendlichen und Kriegsgefangenen durch.
Ein Kennzeichen der Kriegswirtschaft war, dass Frauen in der Landwirtschaft, in Handel und Gewerbe an die Stelle der eingezogenen Männer traten. Allerdings geht die Forschung heute davon aus, dass der Anstieg der Frauenarbeit nicht signifikant höher war als vor dem Krieg. Vielfach handelte es sich um Verschiebung von bereits bestehender Frauenbeschäftigung, etwa von hauswirtschaftlicher Tätigkeit hin zur Industrie. Frauen, die zuvor keiner Berufstätigkeit nachgegangen waren, nahmen seltener eine industrielle Beschäftigung auf, sondern arbeiteten häufiger in Dienstleistungsberufen. Eine große Rolle spielte auch die Heimarbeit. Bei aller Relativierung der quantitativen Bedeutung wurde in der Öffentlichkeit – häufig mit kritischem Unterton – doch vor allem die wachsende Zahl von Frauen in der Industrie selbst in der Schwerindustrie wahrgenommen. Zwar haben schon die Zeitgenossinnen die Übernahme männlicher Berufe als emanzipatorischen Fortschritt aufgefasst. Die Forschung ist aber seit längerem skeptisch, dass dies ein dauerhafter Prozess war. Nach dem Krieg haben die zurückkehrenden Männer die Arbeitsplätze wieder eingenommen, die während des Krieges Frauen besetzt hatten. Auch das überkommene Geschlechterverhältnis erlebte eine Restauration.
Seit 1915 nahm der Einsatz von Kriegsgefangenen in der Wirtschaft zu. Im Jahr 1916 waren 90 % der etwa 1,6 Millionen Kriegsgefangenen in Deutschland in der Industrie (330.000) aber vor allem in der Landwirtschaft (750.000) tätig. Diese Zahlen wuchsen im weiteren Kriegsverlauf noch an. Nur ein kleiner Teil der Gefangenen lebte in den Kriegsgefangenenlagern. Der weitaus größte Teil von etwa 80 % war unterschiedlichen Arbeitskommandos zugeordnet. Zwar war der Einsatz von Kriegsgefangenen durch die Haager Landkriegsordnung in Rüstungsbetrieben untersagt, aber dieses Verbot wurde je länger der Krieg dauerte umgangen.
Daneben spielten ausländische Zivilarbeiter eine Rolle. Unmittelbar nach Kriegsbeginn wurde den zahlreichen Saisonarbeitern aus dem russischen Teil Polens die Rückkehr in ihre Heimat verwehrt. Insbesondere im Winter 1916/17 wurden in den besetzten Gebieten des Generalgouvernement Warschau, in Ober Ost und im Generalgouvernement Belgien Zwangsarbeitsmaßnahmen durchgeführt, bald aber mit Ausnahme von Ober Ost wieder aufgegeben. Stattdessen setzte man erneut auf die Anwerbung von Arbeitskräften.

### Nahrungsmittel

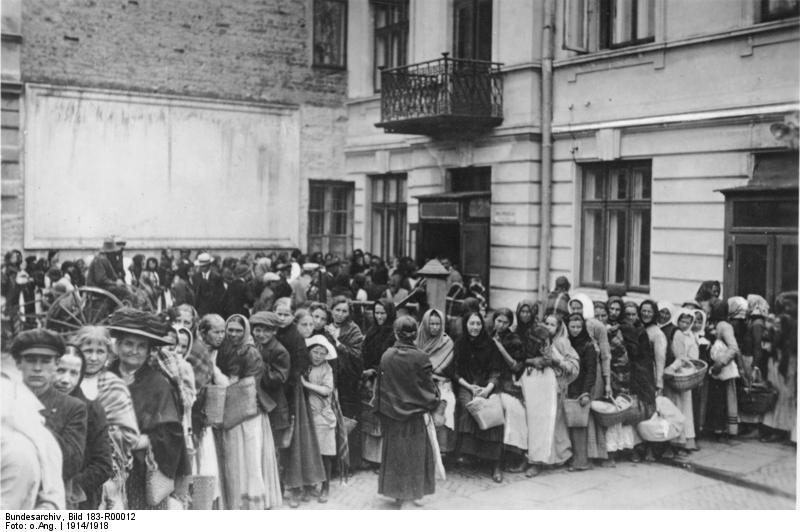
Warteschlangen vor einer Brotausgabe, Ort und Datum unbekannt

Die Nahrungsmittelversorgung wurde anfangs von den staatlichen Stellen ebenfalls vollkommen ignoriert.
Die Selbstversorgungsquote war in Deutschland deutlich höher als in Großbritannien. Dennoch war Deutschland in erheblichem Umfang auf Importe angewiesen. Neben den eigentlichen Lebensmitteln mussten Futtergetreide und Rohstoffe für Kunstdünger wie Chilesalpeter oder Rohphosphate eingeführt werden. Im Wirtschaftsjahr 1912/13 wurden beispielsweise fast 4,2 Millionen Tonnen Futtergetreide importiert. Für die Höhe der Nahrungsmittelimporte gibt es unterschiedliche Zahlen. Die Schätzungen bewegen sich zwischen 10 % und 20 %. Erst als 1916 allgemeine Engpässe der deutschen Kriegswirtschaft eintraten, wurde die britische Seeblockade zur „Hungerblockade“. Dennoch war der Mangel an Importgütern mit Kriegsbeginn beträchtlich. Zur Beschaffung insbesondere von Lebensmittel im neutralen Ausland wurde die Zentral-Einkaufsgesellschaft gegründet. Die Blockade sorgte gemeinsam mit dem stark gestiegenen Bedarf der Munitionsproduktion auch dafür, dass notwendige Rohstoffe wie etwa Nitrat für die Produktion von Kunstdünger nicht mehr vorhanden waren. Erste Preissteigerungen zum Jahresende 1914 führten zu Unruhen. Sozialdemokraten, Bürokraten und Wirtschaft forderten eine Lebensmittelpolitik, lokale Behörden begannen mit der Festlegung von Höchstpreisen, was sich als wenig effektiv erwies.
Zur Düngung sollte anstelle von natürlichem oder per Haber-Bosch-Verfahren erzeugtem Salpeter verstärkt Cyanamid eingesetzt werden, das sich zur Waffenproduktion nicht eignete, auch wenn die Landwirte wenig Erfahrung mit dem Stoff hatten und seine gesundheitsschädlichen Eigenschaften die Anwendung erschwerten. Das Landwirtschafts- und das Finanzministerium förderten dennoch 1914 den Ausbau des Chemiewerks in Hürth-Knapsack sowie 1915 des Werks Waldshut des Schweizer Chemieunternehmens Lonza zur Produktion von Cyanamid. 1915 finanzierte das Reich zudem Standorte von Bayerischen Stickstoffwerke in Piesteritz und Königshütte. Diese beiden Werke gingen als Reichsstickstoffwerke in öffentliches Eigentum über, wurden aber weiter von den Bayerischen Stickstoffwerken betrieben. Dennoch herrschte über den gesamten Krieg hinweg ein Mangel an Stickstoffdünger, was wiederum schlechte Ernteerträge verursachte. Mit 73.000 t reinem Stickstoff war die Versorgung im Winterhalbjahr 1915/16 am geringsten.
Auch der Vertrieb des Kunstdüngers wurde staatlich reguliert. Die Produktion der Reichsstickstoffwerke wurde über regionale Quoten vergeben und über die Bezugsvereinigung der deutschen Landwirte und die Deutsche Landwirtschaftliche Handelsbank an die Landwirte vertrieben. Die Organisationen wählten dabei jedoch ein kompliziertes und undurchsichtiges Verfahren, so dass trotz des Mangels an Kunstdünger nur geringe Bestellungen eingingen. Erst nach einem erneuten staatlichen Eingreifen 1916 verbesserte sich die Versorgungen der einzelnen landwirtschaftlichen Betriebe mit Cyanamid. Parallel lief der privatwirtschaftliche Handel mit demjenigen Ammoniumsulfat aus dem Haber-Bosch-Verfahren oder der Koksverbrennung weiter, das nicht von der Munitionsproduktion beansprucht worden war.
Am 17. November 1914 wurde gegen den Widerstand der Agrar-Interessenvertreter im Reichsamt des Innern die Kriegsgetreidegesellschaft gegründet. Sie sollte nach dem Vorbild der KRA Vorräte aufkaufen, hohe Preise festlegen und dadurch einen geringeren Verbrauch und eine längere Reichweite der Vorräte erreichen. Dieses Konzept ging nur ansatzweise auf. Im Februar 1915 folgte eine Reihe von Verordnungen zur Getreideproduktion, in der die Regierung die Aufsicht über sämtliche Bestände der Landwirte erhielt. Im Januar 1915 gab es die erste Brotrationierung in Berlin, im Juni im ganzen Reich. Die Kontrolle anderer Nahrungsmittel wurde versucht, gelang jedoch kaum. Die Landwirte reagierten mit Schwarzhandel und dem Ausweichen auf andere Produkte. Im Oktober 1915 wurde die Reichskartoffel-Stelle gegründet. Die Anweisung, im Jahr 1915 die Zahl der Schweine wegen Futtermangels um 5 Millionen Stück durch Schlachtungen zu reduzieren (im Volksmund Schweinemord genannt), führte zu einer Unterversorgung an Fleisch.
Insgesamt scheiterte die Nahrungsverwaltung an der schwerfälligen Bürokratie, den unterschiedlichen Ansätzen in verschiedenen Behörden sowie dem Konflikt zwischen den agrar-nahen Verwaltungen der Bundesstaaten und der verbraucher-nahen Einstellung der stellvertretenden kommandierenden Generäle. Diese Probleme zogen zunehmende Forderungen nach einer militärischen Kontrolle der Nahrungsmittelverteilung nach sich, vor allem aus den Reihen der SPD. 1916 führte eine schlechte Kartoffelernte zu Hungerkrawallen und zunehmenden Spannungen zwischen Stadt- und Landbevölkerung. Auch die Industrieproduktion begann unter der schlechten Ernährung der Arbeiter zu leiden.
Im Mai 1916 folgte die Gründung des Kriegsernährungsamtes (KEA). Es war dadurch beschränkt, dass es keinen Einfluss auf die Heeresversorgung hatte und über keine eigenen Exekutivmöglichkeiten verfügte, sondern auf die Reichsämter angewiesen war. Trotzdem handelte es sich um die erste zentrale Ernährungsstelle. Gleichzeitig wurden die Befugnisse der stellvertretenden Generalkommandos für die zivile Nahrungsversorgung stark beschnitten. Damit wurden die Probleme nicht gelöst, jedoch verbesserte sich die Versorgung der Industriearbeiter leicht. Das Grundproblem der zu geringen Nahrungsproduktion blieb bestehen.
Seit 1915 nahm die Produktion von Ersatzlebensmitteln stark zu. Ihre Qualität und der Ernährungswert waren oft gering. Erst gegen Kriegsende wurde eine einheitliche Genehmigungspflicht eingeführt.

### Sozialpolitik
Auch die Sozialpolitik stand unter der Anforderung, die Wirtschaftsproduktion aufrechtzuerhalten. Der Staat versuchte die Gefahr von Streiks oder gar einer Revolution zu bannen. Ab 1915 betrieb das Kriegsministerium eine entschiedene Sozialpolitik. Die AZ(S) wurde schnell zur Trägerin einer progressiven, gewerkschaftsfreundlichen Sozialpolitik, intern wurde aber auch der repressive Ansatz einer Arbeitspflicht diskutiert. Die AZ(S) und weiterer Regierungsstellen beabsichtigten, Arbeiter durch die Gewährung von Rechten in ihrer Funktion für den Krieg zu motivieren. Dieser Haltung kam die Burgfriedenspolitik der SPD und der kriegsfreundliche Kurs der Gewerkschafter entgegen.
Durch die Einbeziehung der Arbeiter sollten verschiedene wirtschaftliche Probleme gelöst werden. So war es nach den Einberufungen zu Kriegsbeginn zu massiven Abwerbeversuchen unter den verbliebenen Arbeitern gekommen. Unternehmen mit Kriegsaufträgen warben Facharbeiter aus anderen Betrieben ab. Im Februar 1915 wurde eine erste korporatistische Lösung mit der Gründung des „Metallausschusses für Groß-Berlin“ versucht. In ihm verhandelten Arbeitgeber und Arbeitnehmer gemeinsam über die Berechtigung von Wünschen nach einem Arbeitsplatzwechsel. Meist wurden Kompromisslösungen nach dem Muster „mehr Lohn und Verbleib am alten Arbeitsplatz“ gefunden. Im restlichen Reich kamen ähnliche Einrichtungen nur zögerlich zustande. Erst im Januar 1916 kam es zur Gründung des nächsten Kriegsausschusses in Dresden. Das Reichsamt des Innern schrieb im April 1916 schließlich die Gründung von Ausschüssen oder Schiedsstellen aus Arbeitgeber, Arbeitnehmer und Offizieren vor. Die Industrie konnte dies aber in einzelnen Regionen, vor allem im Ruhrgebiet und in Schlesien, verhindern, wo stellvertretende kommandierende Generäle ihr nahestanden. Darüber hinaus schrieben Heeresverträge Betrieben häufig angemessene Löhne für Arbeiter vor. Die AZ(S) begann schließlich sogar Pläne für Gewährung von Urlaub zu erörtern. Ihre gewerkschaftsnahe Haltung trug der Behörde wiederholt scharfe Kritik aus der Wirtschaft und aus dem Preußischen Handelsministerium ein.

## Kriegswirtschaft 1916 bis 1917
Im Frühsommer 1916 führte der massive Anstieg der Kriegskosten zu einer militärischen, politischen und wirtschaftlichen Krise: Mehr als ein Zehntel des Jahresvolkseinkommens von 1913 wurde zu dieser Zeit in einem Monat verbraucht. Ab der fünften Kriegsanleihe (September/Oktober 1916) konnten die Zeichnungsergebnisse nicht mehr mit dem Geldbedarf Schritt halten (zum Deckungsgrad durch die Kriegsanleihen vergleiche Tabelle im Artikel Deutsche Inflation 1914 bis 1923).

### Hindenburg-Programm
Im August 1916 wurde Paul von Hindenburg Generalstabschef und Erich Ludendorff dessen Stabschef und Generalquartiermeister. Zusammen führten sie die dritte Oberste Heeresleitung (OHL), die das Kriegsministerium weitgehend entmachtete. Die von ihnen geforderte umfassende Heranziehung aller wirtschaftlicher Ressourcen für den Krieg und die starke Ausweitung der Rüstungsproduktion wurde schon bald als Hindenburg-Programm bezeichnet. Es orientierte sich am britischen Munitions of War Act 1915, auf dessen Grundlage die britische Kriegswirtschaft in der Schlacht an der Somme im Juli 1916 ihre Leistungsfähigkeit bewiesen hatte. Die Offensive an der Somme hatte auf deutscher Seite zu einer erneuten schweren Munitionskrise geführt. Außerdem herrschte eine katastrophale Lebensmittelknappheit. Sofort nach ihrem Amtsantritt verlangte die neue OHL, auch auf Betreiben der Lobbyisten der Großindustrie, eine massive Steigerung der Munitions- und Waffenproduktion, um den Mangel an Soldaten auszugleichen. Wirtschaftliche, finanzielle und Arbeitskräfte-Überlegungen wurden zunächst der Forderung nach mehr Munition radikal untergeordnet. Die OHL stellte das Programm als Abkehr von der unzureichenden Politik des Kriegsministeriums dar. Erfüllt wurde das Hindenburg-Programm nur in wenigen Teilaspekten. Seine hohen Anforderungen und die Konzentration auf die Waffenproduktion trugen sogar zur Verschlimmerung der Krise bei. Zudem machte es noch größere Rückstellungen von der Front nötig.

### Kriegsamt
Im November 1916 wurde das Kriegsamt unter Generalleutnant Wilhelm Groener gegründet, das zahlreiche wirtschaftliche Aufgaben des Kriegsministeriums übernahm, enger an die OHL angebunden und militärisch organisiert war. Gleichzeitig wurde auch die Autonomie der stellvertretenden kommandierenden Generäle eingeschränkt. Mit dem Amt entstanden neue bürokratische Probleme, da es sowohl den stellvertretenden Generalkommandos als auch dem Ministerium untergeordnet war und auch die Kriegsministerien der Bundesstaaten ihre Aufgaben behielten. Sowohl die SPD als auch Industrielle begrüßten die neue Behörde, da sie von ihr eine effektivere Verwaltung erwarteten. Diese Erwartungen erfüllten sich insgesamt nicht, trotz vereinzelt sinnvoller Verwaltungsmaßnahmen insbesondere zu Nahrungsmittelversorgung. Die verworrene interne Organisation von Stäben und Abteilungen, Überschneidungen mit zivilen und anderen militärischen Behörden führten zu bürokratischer Ineffizienz.

### Hilfsdienstgesetz
Die bereits vorher wiederholt geführte Diskussion um einen Arbeitszwang bekam mit der 3. OHL wieder Auftrieb. Vor allem die Industrie machte sich dafür stark. Im Oktober 1916 gab es erste Zwangsverpflichtungen belgischer Arbeiter. Im November 1916 wurde der erste Entwurf des Kriegsamts für das Hilfsdienstgesetz (HDG), eigentlich Gesetz über den vaterländischen Hilfsdienst, vorgelegt. Es sollte die gesamte männliche Bevölkerung dienstverpflichten, vor allem für Landwirtschaft und Kriegsindustrie, sah die Einschränkung der Freizügigkeit der Arbeitnehmer sowie die Möglichkeit vor, Betriebe still- oder zusammenzulegen, um eine effizientere Produktion zu erreichen. Bereits zuvor hatte es massive politische Diskussionen sowie Lobbyarbeit von Arbeitgeberverbänden und Gewerkschaften zur Arbeitspflicht gegeben. Die Ausführungsbestimmungen des HDG sahen unter anderem ein Ausschusssystem vor, das über die Kriegswichtigkeit von Unternehmen und damit über die Arbeitskräftezuteilung und letztendlich die Existenz entscheiden sowie den Arbeitsplatzwechsel von Arbeitern regeln sollte. In der Reichstagsdebatte über das HDG im November 1916 prallten Interessenvertreter von Gewerkschaften und Unternehmen aufeinander. Als Ergebnis entstand ein Reichstagsausschuss zur Kontrolle des HDG, ständige Arbeiterausschüsse mit Vertretungsrecht in Tariffragen wurden in größeren Betrieben gebildet. Dies kann als Grundstein für die betriebliche Mitbestimmung in Deutschland angesehen werden. Zusammen mit der Mitarbeit in den HDG-Ausschüssen bedeutete dies einen gewaltigen Machtgewinn für die Gewerkschaften. Außerdem wurde ergebnislos die Beschränkung von Kriegsgewinnen für Unternehmen diskutiert. Die Regierung verpflichtete sich bei Verabschiedung des Gesetzes mündlich, sowohl den Arbeitszwang als auch die Stilllegung von Betrieben nicht mit voller Macht des Gesetzes, sondern nach Möglichkeit auf freiwilliger Basis zu handhaben. Im Dezember 1916 wurde das Gesetz verabschiedet.
Der erhoffte Effekt des HDG, die Verringerung von Rückstellungen, blieb weitgehend aus, eher wuchsen sie noch an, da die Industrie sich weigerte, ungelernte Kräfte anzustellen. Nur sehr wenige zivile Freiwillige Hilfsdienstleistende fanden sich, vor allem Frauen. Im Frühjahr 1917 verschärfte sich die Lage an der Front, worauf Ludendorff die Rückstellungen einschränkte. Die im März 1917 verschärfte Meldepflicht für Hilfsdienstpflichtige wurde nicht flächendeckend umgesetzt. Das HDG versagte vollkommen bei der Erfassung der Mittel- und Oberschicht. Dagegen begann das Kriegsamt, sich verstärkt um weibliche Arbeitskräfte zu bemühen, wozu es soziale Gesichtspunkte (Kinderbetreuung) und angemessene Arbeitsbedingungen berücksichtigte. Die zunehmende Frauenarbeit in der Industrie zog negative Effekte in der Landwirtschaft nach sich. Auch die Betriebszusammenlegungen nach dem HDG erzielten nicht die erwünschte Einsparung von Arbeitskräften und Transportkapazität. Im Dezember 1916 entstand der Ständige Ausschuss für die Zusammenlegung von Betrieben (SAZ) im Kriegsamt aus Behörden- und Wirtschaftsvertretern. Erste Zusammenlegungen in der Textilindustrie führten vor allem zur Konsolidierung großer Betriebe, was öffentliche und parlamentarische Proteste nach sich zog. Weitere Zusammenlegungen scheiterten meist am Widerstand der Betriebe, die sich mit Hilfe der Beschaffungsämter als kriegswichtig darstellten. Die Stilllegungsgewalt wurde im Verlauf des Jahres 1917 zunehmend vom Kohlekommissar übernommen, weil die Kohleversorgung immer kritischer wurde. Ab dem Sommer 1917 weiteten sich die Stilllegungen auch auf kriegswichtige Betriebe aus, weil der Soldatenmangel immer größere Ausmaße annahm. Zugleich wurden über den gesamten Kriegsverlauf mit Blick auf die kommende Friedenswirtschaft „kriegsunwichtige“ Industrien am Leben erhalten und so Kapazitäten verschwendet. Das Hauptproblem des HDG bildete aber der Paragraph 9. Er sollte den Arbeitsplatzwechsel regeln und erlaubte den Wechsel zur „angemessenen Verbesserung“ von Lohn und Arbeitsbedingungen. Schlichtungsausschüsse vermittelten bei Konflikten zwischen Arbeitern und Arbeitgebern. Im Frühjahr 1917 entstand dadurch ein totales Chaos auf Arbeitsmarkt: Arbeiter, auch zurückgestellte Wehrpflichtige, nutzten die Regelungen, um besser bezahlte Stellen zu bekommen. Arbeitgeber warben Arbeiter im höheren Maß als zuvor mit höheren Löhnen ab. Dies führte unter anderem zu einer allgemeinen Lohnsteigerung, hohen Lohndifferenz zwischen Arbeitern der Kriegsindustrie und den übrigen Erwerbstätigen sowie zu einer beschleunigten Inflation.

### Transport- und Kohlekrise
Im Herbst 1916 begann die Transport- und Kohlekrise, die sich bis in das Frühjahr 1917 hinzog. Die Eisenbahn-Infrastruktur war zuvor kaum beachtet worden, obwohl die Eisenbahn das wichtigste Transportmittel geworden war, nachdem auch die Binnenschifffahrt wegen der Blockade der Seehäfen zurückgegangen war. Zusätzliche Anforderungen durch den Transport von Truppen, Waffen und Munition verschärften nach dem Kriegseintritt Rumäniens im August 1916 die Anforderungen an die Eisenbahn. Mit dem Hindenburg-Programm kam der Zusammenbruch. Der infrastrukturell unsinnige Neubau von Industrieanlagen (Stahlproduktion im Ruhrgebiet, Weiterverarbeitung um Berlin, Transport zur Front) beanspruchte zudem hohe Gleisbaukapazitäten. Zunehmend mangelte es an Arbeitskräften zum Entladen der Waggons. Im September 1916 kam es zu ersten schweren Störungen im Kohletransport im Ruhrgebiet, die im Oktober Produktionsausfälle in Rüstungsbetrieben nach sich zogen, die schnell auf das ganze Reich übergriffen. Der Kohletransport brach weitgehend zusammen. Beladene Züge steckten fest oder konnten nicht entladen werden. Ab Oktober 1916 wurde eine zentrale Organisation des Transportwesens versucht, die aber kaum Effekte erzielte, sondern zu mehr bürokratischer Verwirrung führte. Die in der Presse geforderte militärische Kontrolle des Eisenbahnwesens erfolgte nicht, die stellvertretenden Kommandeure setzten ihre Truppen aber zum Entladen der Züge ein. Zudem versuchte die OHL den Bau von Schienen und Zügen zu forcieren. Als wegen des starken Frosts im Januar und Februar 1917 die Binnenschifffahrt stillstand, verschärfte sich die Krise weiter, es wurden mehrtägige Transportsperren verhängt, um das Chaos zu entwirren. Das schädigte zwar die Produktion weiter, entlastete aber die Eisenbahn.
Mit Abklingen der Transportkrise wurde zunehmend klar, dass auch in der Kohleproduktion erhebliche Probleme herrschen, weil viele Bergarbeiter einberufen worden waren. Da trotzdem und vor allem aufgrund des Hindenburg-Programms eine hohe Förderung aufrechterhalten werden sollte, befanden sich die Gruben in einem schlechten Zustand, der sich inzwischen auch auf die Produktion auswirkte. Auch der im Februar 1917 in Dienst gestellte Kohlenkommissar konnte die Versorgung nicht verbessern, sondern erhöhte eher das bürokratische Chaos. Letztlich führte die Eisenbahn- und Kohlekrise zum Scheitern des Hindenburg-Programms. Die Waffen- und Munitionsproduktion brach im Januar und Februar 1917 ein, was einer der Gründe für den Rückzug an der Westfront auf die „Siegfriedlinie“ war.

### „Steckrübenwinter“/„Kohlrübenwinter“
Der Winter 1916/17 wird wegen der Krise der Nahrungsmittelversorgung als Steckrübenwinter bezeichnet. Angesichts der katastrophalen Lage wurden die Nahrungsmittelrationen noch einmal deutlich gekürzt. Das Kriegsernährungsamt versagte vollkommen. Erst scharfe Maßnahmen des Kriegsamts besserten die Lage: Den Landwirten wurden verstärkt Arbeitskräfte, Pferde und Düngemittel zugeteilt. Im Januar 1917 entstanden Kriegswirtschaftsämter in den Provinzen. Sie stellten auf der einen Seite die Anforderungen der Landwirte für das Aufrechterhalten der Produktion fest und regelten deren Versorgung, teilweise mit Arbeitseinsätzen von Garnisonstruppen. Hierzu fand auch eine Versorgung der Bevölkerung mit Suppenküchen statt, in denen Gerichte aus Steckrüben, einem noch vorhandenen Nahrungsmittel, angeboten wurden. Auf der anderen Seite beschlagnahmten die Ämter gehortete und versteckte Lebensmittel. Die beabsichtigte Vereinheitlichung der Nahrungsmittelrationen konnten aber auch sie nicht durchsetzen.
Die mit massiver staatlicher Förderung errichteten Düngemittelwerke lieferten erst von 1916 an, also zu spät für einen Einfluss auf die Ernte des Jahres. Zudem stellte sich schnell heraus, dass der Ausstoß nicht annähernd ausreichte. So standen der Landwirtschaft für die Düngesaison 1916/17 rund 100.000 t reiner Stickstoff zur Verfügung, und damit rund die Hälfte des Verbrauchs von 1913. Da diese Lücke absehbar war, begann die Reichsregierung 1915 Verhandlungen mit der BASF zur Finanzierung der Leunawerke, die von April 1917 an Düngemittel produzierten.
Das Hindenburg-Programm sah auch einen massiven Ausbau der Stickstoffproduktion vor – sowohl für die militärische als auch für die landwirtschaftliche Verwendung. Die in diesem Rahmen abgeschlossenen Verträge sahen eine Ausweitung allein der Cyanamidproduktion um 535.000 t pro Jahr vor, was in etwa 100.000 t reinem Stickstoff entsprach. De facto aber wurde beginnend mit der Schlacht an der Somme im September 1916 größere Stickstoffkapazitäten von der Düngemittel- in die Munitionsherstellung verschoben. Mit der Einrichtung der Überwachungsstelle für Ammoniakdünger im Mai und der Preisausgleichsstelle für Kalkstickstoff im Oktober 1917 wurden die Düngemittelpreis staatlich reguliert.

### Inflation
1917 begannen sich auch die Schwierigkeiten der Kriegsfinanzierung verstärkt auszuwirken. Versuche, Kriegskosten über neue Steuern zu decken, setzen erst 1916 ein und hatten wenig Erfolg. Der Staat verschuldete sich durch Kriegsanleihen im Inland. Sie brachten aber nur einen Teil des erforderlichen Kapitals. Deshalb begann die Reichsbank, Geld zu drucken und löste damit eine Inflation aus, die durch steigende Löhne der Kriegsindustrie verschärft wurde. Ab dem Sommer 1917 kann man von einer galoppierenden Inflation sprechen.

### Streiks
Zudem kam die Wirtschaftspolitik ihrem sozialen Anspruch immer weniger nach. Die USPD verstärkte ab dem Beginn des Jahres 1917 ihre Agitation. Nach Kürzungen der Brotrationen entwickelten sich lokale Hungerproteste in Berlin und Dresden im April zu massiven Streiks. In Berlin sorgten die Gewerkschaften in einem Teil der Betriebe schnell wieder für Ruhe. In Leipzig nahmen die Streiks eine politische Richtung; Wahlrechtsreformen, Friedensverhandlungen und ein Ende der Repression im Inneren wurden gefordert. Das Militär griff schließlich hart durch, besetzte einige Betriebe und schickte streikende Wehrpflichtige an die Front. Eine neue Streikwelle begann im Juni 1917 im Ruhrgebiet mit Lebensmittelkrawallen. Bald gab es auch dort politische Forderungen angesichts der russischen Februarrevolution. Als Nächstes griffen die Streiks auf die schlesischen Kohlereviere über. Angesichts dieser Krisen und nach Intrigen der OHL trat am 13. Juli Reichskanzler Theobald von Bethmann Hollweg zurück. Anfang August endeten die Streiks nach Repressionen des Militärs.
In Zusammenarbeit von Kriegsamt, KRA und Kohlenkommissar gelang im Winter 1917/18 die weitgehende Abwendung einer neuen Kohle- und Transportkrise.

## Wirtschaft in den letzten Kriegsmonaten
In der sich verschlimmernden, alle Bereiche von Militär, Politik, Gesellschaft und Wirtschaft umfassenden Krise ab Sommer 1917 wurden kaum noch wirtschaftspolitische Maßnahmen ergriffen. Zwar wurden verschiedene Programme und Neuregelungen erwogen, umgesetzt wurde im sich steigernden Chaos kaum etwas. Das Lösen unmittelbarer Notlagen trat an die Stelle von weitreichenden Konzepten. Es kam zu uneinheitlichen, teilweise widersprüchlichen Aktionen der OHL. Die Vermeidung einer Revolution wurde zum zentralen Ziel der Innenpolitik.
Nach der Entlassung von Kriegsamts-Chef Groener im August 1917 erhielten die stellvertretenden Generalkommandos wieder mehr Vollmachten, der Belagerungszustand wurde schärfer angewendet. Andererseits begann auch die OHL stärker die Bedeutung der Gewerkschaften zur Ruhighaltung der Arbeiter anzuerkennen. In der zweiten Jahreshälfte 1917 brach die Ernährungsversorgung vollkommen zusammen. Der Schleichhandel nahm gewaltige Ausmaße an und hebelte die staatlichen Kontrollen aus. Nach den Unternehmern beteiligten sich zunehmend auch die Kommunen an diesen Handelsformen, um die eigene Bevölkerung zu ernähren. Der Nahrungsmittelmangel verminderte spürbar die Arbeitsleistung, was erneut steigende Nachfragen nach Rückstellungen zur Folge hatte. Dazu kamen vermehrte Forderungen nach politischen Reformen, die ihren Höhepunkt mit riesigen Streiks Ende Januar 1918 erreichten. Das Militär griff hart durch und brach die Streiks bis Ende Februar. Ab März 1918 trat Ruhe im Inneren ein. Die Versorgung der Bevölkerung verschlechterte sich weiter, erstmals mangelte es auch an Kleidung und Wohnraum. Selbst die Landbevölkerung begann unter Nahrungsmangel zu leiden. OHL und Regierung reagierten darauf erneut mit der Einrichtung von Verwaltungs- und Zuteilungsbehörden, die den Bedarf entweder überbürokratisch oder unzureichend verwalteten. Im April 1918 erfolgte eine erneute Herabsetzung der Brotrationen. Das KEA ging gleichzeitig energisch gegen Lebensmittel-Schwarzhandel der Unternehmen vor.
Im Frühjahr 1918 starteten im Reichstag mehrere Gesetzgebungsverfahren, die kriegsbedingte Rechte der Arbeiter für die Friedenszeit festschreiben und ein letztes Mal deren Loyalität sichern sollten. Sie kamen aber nicht zum Abschluss. Zudem gab es vereinzelte Versuche von Zivil- und Militärbehörden sowohl zur Gewinn- als auch zur Lohneinschränkung. Trotz der schlechten Lage kam es nicht zu neuen Streiks, da auch die Arbeiterschaft von einer bevorstehenden militärischen Entscheidung ausging.
Auf Kosten von Rückstellungen waren Teile des Hindenburg-Programms Ende 1917 erfüllt worden, was aber teilweise am Bedarf vorbeiging. Ab 1918 gab es erstmals auch massiven Mangel an Stahl. Die Anlagen arbeiteten zum Teil ineffektiv, weil nicht genug Arbeiter vorhanden waren. Die Industrie begann teilweise schon mit der Umstellung auf Friedensproduktion, was zum Bau zahlreicher neuer Fabriken und zum Kapazitätsabzug aus der Kriegsproduktion führte. Die OHL forderte im Juni 1918 die Ausdehnung der Wehrpflicht auf den Altersraum von 15 bis 60 Jahren. Ein strengerer Arbeitszwang mit fester Bindung an den Arbeitsplatz wurde diskutiert. Die britische Offensive am 8. August beendete schließlich auch die Wirtschaftspolitik des Deutschen Reiches.
Im Mai 1918 versammelten sich die Spitzen der deutschen Schwerindustrie im Stahlhof um einen Plan zur wirtschaftlichen Durchdringung Russlands zu beraten. Es nahmen August Thyssen, Hugo Stinnes, Emil Kirdorf, Bruno Bruhn, Paul Reusch, Peter Klöckner, Karl Röchling, Walter Fahrenhorst, Ernst Poensgen, Nothmann (Oberschlesische Eisenbahn-Bedarfs-AG), Ohly (Vereinigte Königs- und Laurahütte), Gerwin (Stahlwerksverband), Hasslacher (Rheinische Stahlwerke) teil. Die Teilnehmer befürchteten nach dem Krieg vom Weltmarkt abgedrängt zu werden und dachten als Ersatz für die Überseemärkte an die Eroberung des kontinentalen Marktes auf dem Gebiet Russlands, der früheren russischen Gebiete und auf dem Balkan. Dazu sollte eine öffentliche Anleihe von 2 Milliarden Reichsmark aufgelegt werden, mit der die wichtigsten Eisenbahnen und Wasserstraßen in diesem Gebiet unter deutsche Kontrolle gebracht werden sollten. Am 4. Juni 1918 wurde der Plan auf einer Konferenz im Reichswirtschaftsamt mit Vertretern von Industrie und Banken beraten und die Gründung eines Syndikats beschlossen, welches aber durch den militärischen Zusammenbruch keine Wirkung mehr ausüben konnte.

## Kriegsgewinne
| Jahr    | Industrie gesamt | Groß- eisen- industrie | Chemische Industrie |
| ------- | ---------------- | ---------------------- | ------------------- |
| 1913/14 | 7,96             | 8,33                   | 5,94                |
| 1914/15 | 5,00             | 5,69                   | 5,43                |
| 1915/16 | 5,9              | 10,00                  | 9,69                |
| 1916/17 | 6,52             | 14,58                  | 11,81               |
| 1917/18 | 5,41             | 9,6                    | 10,88               |

Nach Beginn des Ersten Weltkrieges erzielten die traditionellen Rüstungsfirmen wie auch die „Neueinsteiger“ enorme Rüstungsgewinne. Die hohen Gewinne und die steigenden Dividenden führten auch zu einer starken Börsenspekulation. Anfang Juni 1916 wurde in einer Anfrage an den Reichskanzler, auf eine allgemeine Baisse hingewiesen mit der die Berliner Börse auf eine pazifistische Äußerung des amerikanischen Präsidenten reagiert habe.
General Erich Ludendorff schrieb im Dezember 1917:

„Die Gewinne in der Kriegsindustrie und der sonstigen Kriegslieferanten sind ganz zweifellos zum großen Teil über jedes gerechte Maß hinaus hoch. Sie kosten den Staat unermesslich viel Geld . Ich begrüße daher die Bestrebungen zur Einschränkung der Kriegsgewinne“

Am 25. Juli 1917 übergab der Chef des Kriegsamtes Wilhelm Groener an Reichskanzler Michaelis eine von Richard Merton verfasste „Denkschrift über die Notwendigkeit eines staatlichen Eingriffs zur Regelung der Unternehmergewinne und Arbeiterlöhne“, der er sich vollkommen inhaltlich anschloss. Darin kritisierte Merton ebenfalls die Kriegsgewinne und dass die deutsche Industrie fast nur der Verdienstanreiz antreibe und es ihr „nur in geringem Maße irgendwelche ethischen Motive, wie Opfersinn, Vaterlandsliebe und dgl.“ ginge. Ebenfalls kritisierte er die Lieferungsbedingungen die den Beschaffungsstellen von der Industrie aufgezwungen wurden.
Jedoch scheiterten alle Versuche die Gewinne zu begrenzen am Widerstand der Industrie und dem mangelnden Durchsetzungswillen der Militärbehörden. Die Gewinne erzeugten einen regelrechten Aufschrei der Öffentlichkeit und trugen zu den sozialen Spannungen bei, die sich in einer Revolution zu entladen drohten.

## Soziale Folgen
Während die Arbeiter und die Gewerkschaften wegen des Mangels an Arbeitskräften aufgewertet wurden, erlebten vor allem die kleineren Angestellten einen deutlichen Rückgang ihrer Einkommen. Von 1914 bis 1916 sank ihr Gehalt um 20 bis 25 Prozent; wegen der parallelen Teuerung war der tatsächliche Kaufkraftverlust noch größer. Zwar steigerte sich in den letzten Kriegsjahren das Einkommen über das Vorkriegsniveau, ohne die Teuerung damit auszugleichen, während die Arbeiter noch größere Zuwächse verzeichneten. So verstärkte sich die soziale Nivellierung der Gruppe der kleineren Angestellten und der Arbeiterschaft, was sich unter anderem in der Gründung dreier gewerkschaftsähnlicher Angestellten-Dachverbände ausdrückte.
Der Mangel an männlichen führte zur vermehrten Einstellung von weiblichen Arbeitskräften, die, oft nur kurz angelernt, die vorher von Männern ausgeübten Tätigkeiten übernehmen mussten und konnten. Die Frauenemanzipation wurde dadurch als soziale Frage noch brennender, erhielt zugleich aber einen großen Schub, da deutlich wurde, dass viele vorher männlichen Arbeitskräften vorbehaltene Tätigkeiten auch von Frauen ausgeübt werden konnten (Straßen- und Eisenbahnfahrer und -kondukteure, Handlungsgehilfen/Bürokräfte, Lehrer, Bandarbeiter).
Die Beamten, insbesondere in höheren Positionen, verzeichneten starke Einkommensverluste. Das Realeinkommen der höheren Beamten sank bis 1918 auf 47 Prozent, der mittleren auf 55 Prozent, der unteren auf 75 Prozent des Vorkriegsniveaus. Ein Grund dafür war die unflexible Reaktion des Staats auf die Teuerung. Zudem besaßen die Beamten, die nicht streiken durften, keine Druckmittel. 1917 wurde erstmals die Beamtenbesoldung nach sozialen Gesichtspunkten eingeführt. Die Beamten reagierten mit Politisierung und Organisierung. 1918 entstand der Deutsche Beamtenbund aus kleineren Verbänden.
Handwerker und Händler litten darunter, dass ihre Kleinbetriebe meist als „nicht kriegswichtig“ eingestuft wurden und kaum Rohstoffe und Arbeitskräfte erhielten. Deshalb schlossen sie sich in größeren Genossenschaften zusammen und versuchten gemeinsam Heeresaufträge zu erhalten. Eine Minderheit der Handwerker näherte sich der Linken an, die Mehrheit suchte als Produzenten von Vor- und Zwischengütern sowie in ihrer Verbandsstruktur Kontakt zur Großindustrie.